# Listèria monocitògena
La listèria monocitògena (Listeria monocytogenes) és un bacteri firmicut estès a tota mena d'ambients (sòl, aigües o microbiota fecal de diversos mamífers) com a sapròfit. Té la capacitat de modificar el seu proteoma si les condicions del medi canvien i fer la transició a patogen intracel·lular quan és ingerit per humans i animals, un mecanisme adaptatiu singular que li permet actuar com a patogen oportunista.
És l'agent causant de la listeriosi i es considera un dels patògens d'origen alimentari més virulents, amb una taxa de letalitat (proporció de persones que moren a causa d'una malaltia entre el nombre total dels individus afectats per ella en un període i territori determinats) del 20-30 per cent. Responsable d'aproximadament 2.500 casos i 500 morts registrats cada any als Estats Units, la listeriosi és globalment la primera causa de mort entre les malalties de transmissió alimentària, superant fins i tot la salmonel·losi i el botulisme.
L. monocytogenes és un bacteri grampositiu, en forma de bacil, no formador d'espores, catalasa positiu, oxidasa negatiu, anaerobi facultatiu i productor d'una particular β-hemolisina (substància que causa la lisi dels eritròcits i, per tant, la degradació total de l'agar sang) que rep el nom de listeriolisina O. Quan l'organisme creix entre 20 i 25 °C forma un manyoc de flagels a la superfície de l'embolcall cel·lular; en canvi, a 37 °C la producció baixa notablement.

## Història
Aquest bacteri va ser descobert al 1924 per E. G. D. Murray a la Universitat de Cambridge, quan estudiava la mort sobtada de sis conills i cobais de laboratori que presentaven una important monocitosi (augment del nombre de monòcits). La seva descripció del microbi no va ser publicada fins al 1926. Murray i els seus col·laboradors l'anomenaren primerament Bacterium monocytogenes, però al 1927 el metge d'origen escocès Harvey Pirie (1878-1965) va canviar el nom a Listerella hepatolytica en honor de Joseph Lister. Hi va haver una gran confusió sobre la nomenclatura del microorganisme fins al 1948 quan s'oficialitzà el nom actual a la 6a edició del llibre Bergey's Manual of Determinative Bacteriology.
Tot i que en la dècada de 1920 ja s'havien fet descripcions clíniques d'infeccions provocades per aquest bacteri, tant en humans com en altres animals, no va ser reconegut com a l'agent causal de meningitis, sèpsia i infeccions neonatals fins al 1952 a Alemanya. El 1966 Gray i Killinger van fer la primera publicació oficial sobre Listeria monocytogenes i les seves diferents infeccions en humans o animals.
A començaments del 1980 es reconeix, finalment, la transmissió a través dels aliments de L. monocytogenes. A més a més, durant aquella dècada s'observa un augment de casos descrits de listeriosi, com els brots epidèmics de 1983 i 1985 a Canadà i California respectivament, que varen confirmar el paper dels aliments en la disseminació del patogen. Des de llavors el bacteri s'ha vist com l'agent causant de diferents brots alimentaris arreu d'Amèrica del Nord i Europa.
Al 2001 es creà The Canadian Listeriosis Reference Service amb l'objectiu d'investigar els brots de listeriosi canadencs i desenvolupar una base de dades molecular d'aïllats de L. monocytogenes.

## Evolució i filogènia
Gràcies a mètodes moleculars, el total de 214 soques aïllades fins al moment s'han pogut distribuir en 4 llinatges diferents (I, II, III i IV). Inicialment, al 1989, van ser descoberts els dos primers, i subseqüentment es van afegir els dos últims.
Analitzant el serotip de les soques de L. monocytogenes, basat en antigens cel·lulars (O) i antigens flagel·lars (H), s'han pogut diferenciar, almenys, 13 serotips que es poden subdividir en els llinatges:
- Llinatge I: 1b, 2b, 3b, 3c, 4b.
- Llinatge II: 1a, 2a, 1c, 2c, 3a.
- Llinatge III: 4a, 4b i 4c.
- Llinatge IV: 4a, 4b i 4c.

## Biologia i ecologia
Listeria monocytogenes és un bacteri present en tota mena d'ambients; des del tracte intestinal d'una gran varietat de mamífers (inclosos els humans), fins a superfícies de vegetals, una gran varietat de sòls, aigües, aliments i indústries, entre d'altres. Els indicis ecològics suggereixen que es tractaria d'un bacteri sapròfit amb la capacitat de sobreviure i replicar-se en protozous que el depreden, una estratègia que segueixen altres tipus de microorganismes.
No obstant això, el seu paper en la majoria d'aquests ambients no està ben caracteritzat i en molts casos se'n troben solament formes vegetatives a l'espera que les condicions siguin òptimes per al seu creixement.
La seva gran diversitat de soques dificulta molt la tasca d'estudiar la seva biologia i ecologia, perquè les condicions de creixement, ambients en què persisteix, capacitat de formar biofilms, entre d'altres aspectes, varien molt segons la soca.

### Estratègies de persistència
- Biofilms

Kadam et al. (2013) van demostrar que un gran nombre de soques de Listeria monocytogenes són formadores de biofilms amb una gran diversitat, depenent de la composició del medi (tipus de superfície) i la temperatura. Hi ha soques capaces d'adherir-se a l'acer inoxidable, al vidre o a superfícies de la indústria alimentària. Tot i això, manquen proves que confirmin la formació de biofilms veritables per L. monocytogenes ; és a dir, de conjunts de múltiples cèl·lules i polímers extracel·lulars que aporten protecció col·lectiva i permeten la interacció cel·lular. Degut a això L. monocytogenes és considerat un microorganisme pobre com a formador de biofilms i quasi sempre es parla de biofilms mixtos formats a partir de la interacció entre diferents espècies bacterianes (dual-species biofilms).
La formació de biofilms acostuma a estar lligada a l'obtenció de resistències a antimicrobians, però en aquest cas la biomassa viable que forma el biofilm no presenta cap dificultat a l'hora de ser eliminada d'un punt de contaminació.
- Fase de supervivència a llarg termini

El concepte de fase de supervivència a llarg termini (long-term survival phase) consisteix en una sèrie de canvis bioquímics i morfològics a nivell cel·lular, que són deguts a una variació del patró d'expressió genètica, i que porten al bacteri a un estat de letargia. Això li permet aturar el seu cicle biològic i perdurar durant llargs períodes a l'espera que les condicions de creixement tornin a ser favorables. Un canvi estructural del bacteri, clarament apreciable, és la transició de morfologia de bacil flagel·lat, típica de l'espècie, a una morfologia de coc sense flagels. Se'n desconeixen els mecanismes biològics subjacents, però s'ha comprovat que aquest estat li permet tolerar condicions d'estrès intenses, com podrien ser-ho temperatura i pressió elevades i l'exposició a agents antimicrobians com ara antibiòtics. Sembla que fins i tot podria resistir processos de neteja i desinfecció usats en la indústria alimentària, fet que justificaria la seva persistència en aquests ambients que, suposadament, no ofereixen les condicions necessàries per al seu creixement.
Per una altra banda, Listeria monocytogenes té la propietat de reestructurar-se biomolecularment i conformar l'expressió de les seves proteïnes per resistir els efectes dels compostos antimicrobians naturals.

### Nínxols ecològics
- Animals

Molts tipus de vertebrats homeoterms són reservoris de Listeria monocytogenes. Entre ells, molts animals de granja i humans portadors asimptomàtics. Diversos estudis in vitro confirmen que diferents espècies de nematodes bacteriofàgics i alguns artròpodes presenten el bacteri viu al tracte digestiu i també als excrements, cosa que posa aquestes espècies en el punt de mira com a possibles vectors o reservoris del patogen.
- Protozous

De forma similar a altres bacteris, com ara Legionella pneumophila, altres espècies del gènere Listeria o, fins i tot, algunes espècies del gènere Mycobacterium, Listeria monocytogenes pot sobreviure a la fagocitosi per part de protists depredadors de bacteris, evitar ser digerit i arribar a duplicar-se al seu interior. Aquesta estratègia justificaria la seva capacitat per esdevenir patògens ocasionals d'animals superiors, on s'ha trobat que molts mecanismes moleculars de fagocitosi per part de cèl·lules immunitàries fagocítiques estan molt conservats al llarg de la filogènia dels eucariotes.
La capacitat de molts protozous de formar quists de resistència, podria ser una altra manera per part dels bacteris de sobreviure en condicions desfavorables. En un estudi fet amb una espècie no identificada d'Acanthamoeba, es va veure que la majoria de la població del protozou s'enquistava en resposta a una elevada densitat intracel·lular de Listeria monocytogenes i, d'aquesta manera, aconseguia erradicar el bacteri i sobreviure a la seva infecció. En contraposició, altres estudis realitzats posteriorment amb Acanthamoeba castellanii i diversos patògens humans relacionats amb infeccions alimentàries, es va veure que L. monocytogenes resistia el procés d'enquistament i desenquistament, i podia sobreviure en condicions desfavorables com ara la presència d'agents antibacterians durant llargs períodes. Sotmès a les mateixes condicions, el bacteri presentava una pèrdua total de viabilitat si no s'afegia el protozou al medi.
Aquests fets posen de manifest el potencial que tenen els protozous com a vectors, reservoris i mecanisme de resistència en tota mena d'ambients, fins i tot en ambients antropogènics com indústries alimentàries, on quists d'Acanthamoeba castellanii han mostrat tindre una elevada prevalença.
- Sòls

Listeria monocytogenes ha estat detectat en tota mena de sòls, amb una major presència en els que presenten una elevada activitat hídrica, han estat recentment cultivats o són propers a pastures. Com més alts siguin el grau d'humitat i el contingut en matèria orgànica, més prolongada es veu la seva supervivència en aquest tipus d'ambients. En un estudi dut a terme a Alemanya, es van aïllar un total de 160 soques en 746 mostres de diferents sòls i la incidència total de L. monocytogenes en les mostres va ser del 21,4 per cent.
Un altre factor de gran rellevància és la persistència o el desenvolupament de L. monocytogenes en sòls, on forma part de la microbiota autòctona d'aquests ambients. S'ha comprovat que, en general, una pèrdua de diversitat i abundància d'altres microorganismes presents al sòl, facilita la implantació, supervivència i desenvolupament de L. monocytogenes. Això indica la gran pressió que exerceix aquesta microbiota autòctona sobre aquest bacteri.

### Factors que afecten la supervivència i els respectius mecanismes de resistència
Segons la soca, les condicions de supervivència i creixement poden variar notablement, però un fet general és que Listeria monocytogenes presenta una gran capacitat d'adaptabilitat a condicions adverses. Quan les condicions ambientals canvien progressivament, el bacteri pot romandre en estat vegetatiu o amb cicles biològics extremadament lents en condicions molt desfavorables.
- pH:

Es podria establir que un límit aproximat d'acidesa per a la supervivència de Listeria monocytogenes seria de 3.35, però dependrà de la resta de factors, la soca i la rapidesa amb què canviï el pH del medi.
Per tal d'eliminar els cations hidrogen que es generen a conseqüència del pH àcid, aquests cations s'acoblen a la cadena de transport d'electrons i també s'exporten activament a l'exterior mitjançant ATPases que hidrolitzen ATP.
S'expressen dos sistemes de regulació: sistema de dos components lisR/lisK i sistema glutamat decarboxilasa (GAD) que permeten augmentar el pH intracel·lular. El primer es un sistema on una cinasa d'histidina permet la detecció de les condicions àcides ambientals i una altra proteïna estableix una resposta a aquest estrès. El segon es troba compost per tres gens (gadA, gadB i gadC) que porten a terme la descarboxilació del glutamat produint la reacció:{\displaystyle {\ce {glutamat + H+ -> \gamma-aminobutirat + CO2}}}El factor sigma σB de la RNA polimerasa permet l'expressió del gen gadB (component del (GAD) i del gen opuC (transportador de carnitina), i paral·lelament, es sintetitzen proteases, ATP sintetases i soluts compatibles.
- Pressió osmòtica:

Segons un model matemàtic, s'estima que l'activitat hídrica mínima que permet el creixement de Listeria monocytogenes és de 0.49, tot i que aquesta xifra no ha estat confirmada per la dificultat que presenta la correcta determinació d'altres paràmetres que poden influir en el càlcul.
Es sintetitzen proteïnes de xoc salí (Ssp) i proteïnes d'aclimatació a l'estrès (Sap) on es troben: GbuA, transportador osmoprotector de glicina betaïna (trimetilglicina), i el gen ctc, relacionat amb la resistència a elevada osmolaritat en absència d'osmoprotectors com la trimetilglicina. També es produeixen soluts compatibles.
El factor sigma σB de la RNA polimerasa també té una funció important i trobem un sistema de dos components kdp relacionat amb la captació de l'ió potassi (K+) produint un efecte protector davant l'alt contingut de sal.
- Temperatura:

Es tracta d'un bacteri resistent a la refrigeració, malgrat que ha mostrat ser sensible a una combinació de concentracions altes de CO₂ i baixes temperatures. En condicions de laboratori algunes soques han arribat a presentar creixement fins als –0.5 °C, tot i que el més habitual és que les temperatures mínimes de creixement es trobin entre 0.5 i 5 °C en els diferents medis de cultiu, i entre 3 i 4 °C en aliments. En condicions de pH àcid, salinitat elevada o de competència microbiana, (especialment de bacteris de l'àcid làctic) la temperatura mínima a la qual pot créixer augmenta considerablement.
Com adaptació a les temperatures baixes i per tal de mantenir la membrana cel·lular fluida, es produeix un augment dels àcids grassos insaturats i un augment de la proporció d'àcids pentadecanoics (C15:0) respecte els àcids heptadecanoics (C17:0). A més a més, es dona un canvi en la forma de ramificació dels àcids grassos de iso-metil a anteiso-metil. Paral·lelament es sintetitzen proteïnes de xoc fred (Csps), determinats enzims pertanyents a la família de proteïnes d'aclimatació al fred (Caps), proteases (GroEL, CIpP i CIpB) que degraden polipèptids anormals o nocius pel microorganisme i també soluts compatibles, com la trimetilglicina i la carnitina, que actuen com a osmoprotectors.
Quant a l'expressió gènica, a baixes temperatures el factor sigma σB de la RNA polimerasa es troba actiu en situacions d'estrès i està relacionat amb la síntesi de soluts compatibles. D'altra banda, l'expressió dels factors de virulència de Listeria monocytogenes també depèn de la temperatura, i es dona a 37 °C.

## Procés infectiu

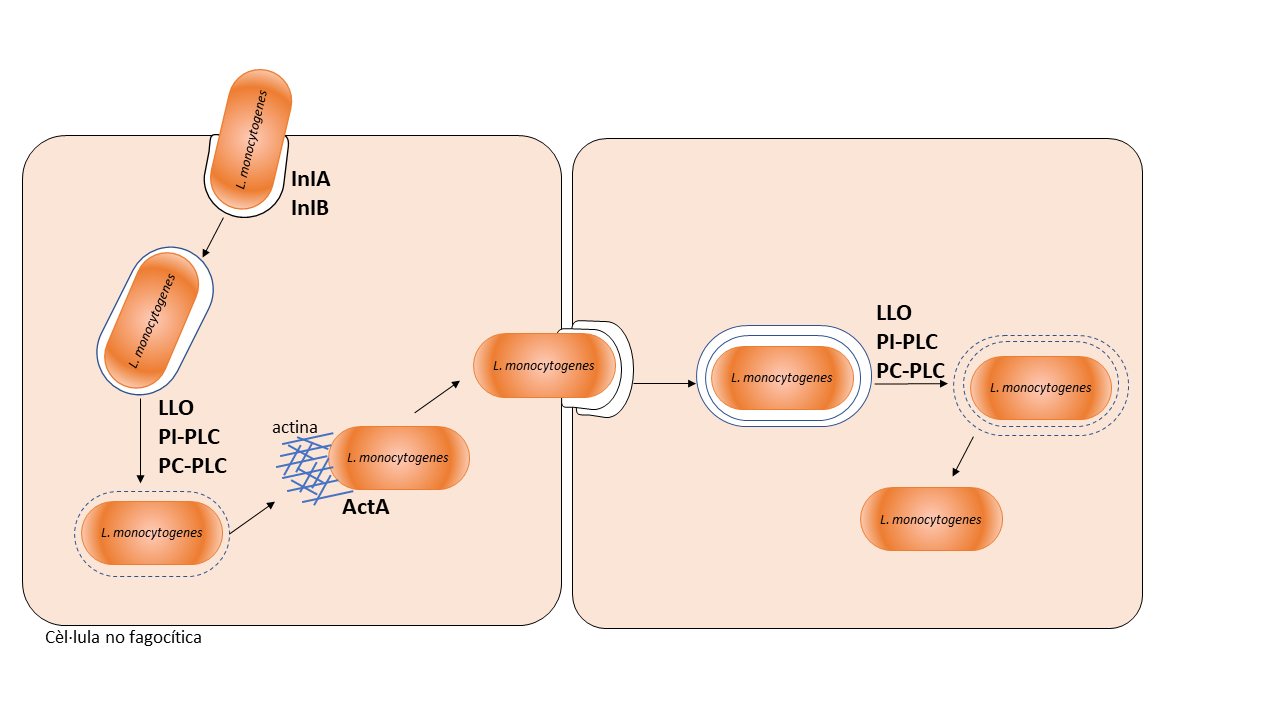
Procés infectiu de L. monocytogenes a diferents cèl·lules no fagocítiques i els gens principals involucrats en aquest procés.

El procés infectiu del bacteri comprèn diverses etapes:
1. Adhesió i internalització: Comença quan L. monocytogenes arriba al tracte gastrointestinal. S'ha descrit la participació de diferents factors que permeten establir un contacte íntim amb les cèl·lules de l'hoste. En el cas de cèl·lules fagocítiques com macròfags es produeix una fagocitosi mentre que en el cas de cèl·lules no fagocítiques com cèl·lules epitelials es produeix una endocitosi mitjançada per receptor que consisteix en la interacció entre un lligand propi del bacteri i un receptor de la cèl·lula de l'hoste.[42] Els lligands són les proteïnes inlA[43] i inlB[44] que pertanyen a la família de les internalines.[45][46]
2. Sortida del fagolisosoma: Un cop internalitzat el bacteri en la cèl·lula, el fagolisosoma on es troba es ràpidament llisat mitjançant la listeriolisina O (LLO, una citolisina colesterol depenent capaç de destruir les membranes vacuolars)[47] i dues fosfolipases C: PI-PLC i PC-PLC.[46]
3. Multiplicació intracel·lular i moviment: El bacteri, ara lliure al citoplasma, es comença a multiplicar i posteriorment, gràcies a la proteïna ActA (Actin assembly-inducing protein),[48] s'activa la síntesi de filaments d'actina que permet que la cèl·lula es pugui moure pel citoplasma.[46]
4. Pas de cèl·lula a cèl·lula: Amb el moviment pot arribar a la membrana podent emportar-se un tros d'aquesta i entrar en el citoplasma de la cèl·lula contigua. De manera que ara, el bacteri en la cèl·lula de destí es trobarà embolcallat per dues membranes que seran de nou llisades per la LLO i per les dues fosfolipases.[46]
5. Migració a altres teixits: Després d'infectar diferents cèl·lules, aquests bacteris arriben a la làmina pròpia de l'intestí prim i es disseminen via sistema limfàtic i circulatori als òrgans diana: fetge i melsa. També poden creuar la barrera hematoencefàlica i la barrera hematoplacentària,[49] arribant així al cervell i al fetus de les dones gestants.[46]

## Listeriosi
La listeriosi humana és una infecció causada per Listeria monocytogenes que es transmet principalment a través del consum d'aliments contaminats per aquest bacteri. Els primers casos de listeriosi humana van ser descrits l'any 1929 per A. Nyfeldt a partir de pacients amb septicèmia generalitzada.

### Epidemiologia i transmissió
Listeria monocytogenes afecta amb més freqüència determinats grups de persones: ancians, individus immunocompromesos i embarassades. Tot i això, també pot afectar persones sense aquests factors de risc. Pot donar-se de forma esporàdica o en forma de brots.

#### Transmissió
La principal via de transmissió és a partir del consum d'aliments contaminats, com ara carns (salsitxes, paté, pernil i pollastre), verdures, menjar precuinat amb peix o mol·luscs, llet no pasteuritzada, gelats i formatges. També existeixen altres formes de transmissió rarament vistes, com ara directament d'animals a humans, així com entre persones. En embarassades, la infecció es pot transmetre al fill a través de la placenta o bé durant el part si el bacteri és present a la vagina.
A partir de l'anàlisi de mostres fecals es va establir que entre el 5 per cent i el 10 per cent de la població és portadora d'aquest bacteri (amb un augment considerable en el personal de laboratori) i, en menor mesura, també hi ha persones que en són portadores a la vagina.

#### Incidència i letalitat
La incidència de la infecció per Listeria monocytogenes oscil·la entre 0,1 i 1 cas per cada 100.000 habitants per any. Es tracta d'una incidència baixa, tot i que recentment s'ha detectat un augment global del nombre de casos. Aquest increment es pensa que no estaria relacionat amb factors geogràfics ni socioeconòmics, així com tampoc amb el gènere, l'ètnia o els serotips infecciosos; sinó amb una població més vella, que presenta alguna condició que la predisposa i amb una major supervivència de la població malalta. S'ha hipotetitzat que la reducció de la concentració de sal fins a un 20 per cent en productes llestos pel consum seguint les recomanacions de les agències de seguretat alimentària l'any 2002 podria contribuir al creixement del microorganisme, si és que hi està present. Aquesta política s'hauria aplicat amb l'objectiu de prevenir malalties relacionades amb la hipertensió.
Tanmateix, malgrat la baixa incidència, la listeriosi té una elevada letalitat (entre un 20 i un 30 per cent de tots els casos) tot i l'administració d'un tractament adequat i a temps. Donada la seva taxa de letalitat, la listeriosi és, després de la salmonel·losi, la segona causa de mort relacionada amb una infecció des transmissió alimentària més freqüent a Europa i als EUA.

### Manifestacions clíniques
La infecció per L. monocytogenes té un ampli espectre simptomatològic. En persones immunocompetents pot ser asimptomàtica o bé desenvolupar-se com una típica gastroenteritis febril autolimitada que desapareix en poc temps sense més complicacions (infecció no invasiva), mentre que en els individus que presenten algun dels factors de risc pot causar una infecció invasiva, que es pot manifestar de tres formes diferents:
- Infecció del torrent sanguini. La manifestació més freqüent en pacients immunodeprimits és la bacterièmia sense focus aparent, dificultant el seu diagnòstic i tractament. A més, els símptomes clínics són comuns als que causen altres patògens quan passen a la sang: febre, miàlgia i malestar general. També vòmits i diarrea, indicant que el microorganisme ha estat al tracte digestiu abans de passar al torrent sanguini. Finalment, la infecció pot progressar i produir un xoc sèptic. Afecta especialment aquells individus que tenen una deficiència en la immunitat mediada per cèl·lules T, ja sigui perquè estan sota un tractament immunosupressor o perquè pateixen una malaltia que afecta aquesta immunitat.[11] En un ~8% dels adults infectats per L. monocytogenes es desenvolupa una endocarditis.[52]
- Infecció del sistema nerviós central (SNC), causant meningitis i/o encefalitis.[53] És una manifestació que sol presentar-se en persones grans, ja que el bacteri té tropisme pel SNC i els ancians són particularment vulnerables davant les soques més virulentes del bacteri.[11] Els abscessos cerebrals per L. monocytogenes es veuen rares vegades. Per regla general, aquests abscessos es localitzen a la substància blanca subcortical, sovint als ganglis basals i el tàlem.[54]
- Infecció neonatal. Una embarassada pot transmetre la infecció al fetus per via placentària. En aquests casos, la infecció comporta l'avortament, el naixement d'un fetus mort o una infecció generalitzada en el nounat.[50]

A Europa aproximadament el 10-20% dels casos clínics són associats a l'embaràs, però la gran majoria es donen en persones immunocompromeses no embarassades, sobretot en gent gran.
D'altra banda, també pot causar una àmplia varietat d'infeccions localitzades, com ara conjuntivitis, peritonitis, osteomielitis, pericarditis, arteritis i fascitis necrosant, entre moltes altres.
El període d'incubació, des de l'exposició (consum de l'aliment contaminat) fins a presentar símptomes, és variable segons el tipus d'infecció: en infeccions no invasives, entre 6 hores i 10 dies; en infeccions del torrent sanguini, entre 1 i 12 dies; en infeccions del sistema nerviós central, entre 1 i 14 dies; i en infeccions neonatals, entre 17 i 67 dies.

### Diagnòstic
El diagnòstic de la listeriosi és complicat degut al període d'incubació i a les múltiples manifestacions clíniques. A més, com que sovint els símptomes són compatibles amb els causats per altres malalties, no se sospita aquesta possibilitat i, conseqüentment, hi ha un endarreriment en el seu diagnòstic que contribueix a la seva mortalitat.
La identificació del bacteri es fa mitjançant tècniques microbiològiques estàndards. Es diagnostica a partir d'un cultiu positiu. És fàcilment cultivable a partir de mostres clíniques com són la sang (hemocultiu), el líquid cefalorraquidi, el meconi, el material obtingut de rentats gàstrics, el líquid amniòtic, els loquis o frotis de l'oïda de nadons. El cultiu de frotis vaginal o excrements (coprocultiu) no és d'utilitat degut a la figura del portador. Les mostres es cultiven en plaques d'agar sang i s'incuben durant 24-48 hores a 35 °C i una atmosfera ambiental. Si el bacteri hi és, creix formant colònies petites i rodones, beta hemolítiques. Cal establir un diagnòstic diferencial amb altres grampositius, com ara Streptococcus. Patir listeriosi durant l'embaràs té conseqüències greus i és difícil de diagnosticar, de manera que caldria fer cultius de qualsevol embarassada amb febre i símptomes gastrointestinals.
La PCR és l'única tècnica de detecció ràpida utilitzada en mostres clíniques. És particularment útil quan és probable que l'administració antibiòtica prèvia hagi compromès el cultiu. Les proves serològiques no són de caràcter diagnòstic donada la reactivitat antigènica creuada entre Listeria monocytogenes i altres bacteris grampositius com Staphylococcus, Enterococcus i espècies de Bacillus.

### Tractament
És molt important iniciar el tractament tan aviat com es detecti la infecció, especialment en els casos de bacterièmia. El tractament antibiòtic consisteix en un beta-lactàmic, normalment penicil·lina o ampicil·lina, sol o en combinació amb gentamicina (un aminoglicòsid). No s'ha demostrat que l'addició de gentamicina suposi un avantatge, ja que l'efecte sinèrgic només s'ha observat in vitro. En el cas que s'estigui tractant una embarassada, no és recomanable l'ús de gentamicina pels possibles efectes teratogènics.
En el cas que el pacient fos al·lèrgic als antibiòtics beta-lactàmics, es recomana l'ús de trimetoprim/sulfametoxazole o eritromicina. Aquest últim compost pot travessar la placenta i passar al líquid amniòtic, tot i que en dosis subterapèutiques. Els experts recomanen fer servir una alternativa diferent en aquests casos. També s'ha emprat vancomicina, linezolid, meropenem i rifampicina. Es coneixen pocs aïllats resistents a aquests antibiòtics.
Listeria monocytogenes és resistent de forma intrínseca a l'àcid nalidíxic (CMI >128 mg/l) i mostra una susceptibilitat reduïda davant algunes fluoroquinolones importants, com ara ciprofloxacin. Les susceptibilitats del bacteri no han patit canvis considerables que s'hagin pogut demostrar in vitro en els últims trenat-cinc anys.
En general, es recomana que la duració del tractament sigui almenys de catorze dies, tot i que passat aquest temps s'han descrit recaigudes en pacients immunodeprimits tractats amb penicil·lina, de manera que caldria allargar-lo en aquests casos.

### Prevenció
No hi ha disponible una vacuna per la immunització contra la listeriosi. No obstant això, als individus asimptomàtics amb un risc elevat de patir la infecció degut a la ingesta d'un aliment implicat en un brot, se'ls pot administrar ampicil·lina o trimetoprim/sulfametoxazole durant set dies com a prevenció. En termes generals, caldria evitar el consum de carn i peix crus o poc cuinats, especialment en el cas d'embarassades.
El diagnòstic ràpid i el tractament antibiòtic augmenten la probabilitat d'una evolució favorable. És imprescindible la identificació de les estratègies més eficients per l'avaluació de riscos des de la producció dels aliments fins al moment del seu consum. En molts països no és una infecció de declaració obligatòria, fet que podria esbiaixar els resultats relatius a la seva incidència, que podria ser major del que es coneix.

## Listèria als aliments
L. monocytogenes es troba distribuïda de forma ubiqua i es pot trobar contaminant molts aliments, però el tipus de menjar involucrat amb major freqüència en els brots i en els casos esporàdics de listeriosi són els aliments a punt per consumir (en anglès ready-to-eat o RTE) processats incorrectament.
- Amanides
- Brots de soia
- Embotits cuits i crus
- Formatges
- Fruites
- Gelats
- Mariscs cuits i crus
- Patés
- Peix fumat, en salaó o cru.
- Pomes recobertes de caramel.
- Sandvitxos
- Verdures pelades

Tot i això, durant l'elaboració d'aliments el bacteri pot arribar a contaminar qualsevol aliment per diverses vies: contacte amb femtes, contaminació creuada, etc.
El més important és saber si un determinat aliment suporta el seu creixement, cosa que ha demostrat ser molt complicat de determinar, perquè depèn de molts factors que no estan ben descrits. Alguns exemples d'aquests factors són; la soca, les condicions de preservació del aliment, si aquest ha estat tallat o perforat o si el procés de conserva té diverses fases que puguin afavorir l'aparició de nous nínxols ecològics, entre d'altres.
Un exemple, seria el brot alimentari que devia el seu origen a pomes dolces, doncs ni el caramel que les recobria ni aquesta fruita són ambients que suportin el creixement de L. monocytogenes. Es creu que la combinació d'ambdós aliments, juntament amb el pal que perfora la fruita, pot donar lloc a un nou microambient que sí suporti el creixement d'aquest patogen.
Aquest exemple posa en manifest la complexitat d'aquest microorganisme i la gran dificultat que presenta a l'hora d'establir criteris microbiològics de seguretat en aliments de consum humà o animal.
L'últim cas que s'ha registrat, és el brot de listeriosi a Andalusia l'estiu del 2019, que va registrar 226 casos, deixant 3 morts i 7 avortaments. Aquest brot va sorgir de la carn entatxonada de la marca "la Mechá" produïda per l'empresa Magrudis.

### Establiment dels criteris microbiològics
Inicialment, el 23 de setembre de 1999 el Comitè científic sobre mesures veterinàries relatives a la salut pública (SCVPH) de la Comissió Europea va establir dos límits microbiològics per als RTE que determinaven l'absència del bacteri en 25 grams de producte per a aquells aliments on L. monocytogenes rarament creix o que han patit un tractament listericida i 100 ufc/g en aliments sense tractament o on el bacteri sí que pot créixer.
Al 2000, a Espanya, es va generar un reial decret (RD 3484/2000), on s'estableixen normes d'higiene per a l'elaboració, distribució i comerç de menjar preparat. Paral·lelament es generen directives europees que entre el 2002-2004 es van unificar amb la publicació d'un reglament únic (CE 178/2002) que harmonitza, combina i simplifica les exigències d'higiene abans detallades en les directives que cobrien la seguretat dels productes alimentaris, especialment els d'origen animal.
I al 2005 s'estableix una normativa europea sobre higiene alimentària (CE 2073/2005) que estableix els criteris microbiològics següents:
| Categoria del producte                                                                                     | pla de mostreig | pla de mostreig | límits                         | Fase en la que s'aplica el criteri                                                 |
| --- | --------------- | --------------- | ------------------------------ | ---------------------------------------------------------------------------------- |
| Categoria del producte                                                                                     | n               | c               | límits                         | Fase en la que s'aplica el criteri                                                 |
| Aliments RTE destinats a lactants i usos mèdics                                                            | 10              | 0               | Absència en 25 grams           | Productes comercialitzats durant la seva vida útil.                                |
| Aliments RTE que poden afavorir el creixement del microorganisme no destinats ni a lactants ni usos mèdics | 5               | 0               | 100 ufc/grams d'aliment        | Productes comercialitzats durant la seva vida útil.                                |
| Aliments RTE que poden afavorir el creixement del microorganisme no destinats ni a lactants ni usos mèdics | 5               | 0               | Absència en 25 grams d'aliment | Abans que l'aliment hagi deixat el control immediat de la empresa que el produeix. |
| Aliments RTE que no afavoreixen el creixement del microorganisme                                           | 5               | 0               | 100 ufc/grams d'aliment        | Productes comercialitzats durant la seva vida útil.                                |

n: nombre de mostres a agafar d'un lot; c: nombre màxim de mostres acceptades amb resultat no satisfactori (superen el límit).
Hi ha hagut un gran debat internacionalment sobre com s'ha de regular la presència d'aquest microorganisme. En el cas de la UE i el Canadà s'estableix que en aquells aliments que han donat casos de listeriosi són regulats de forma més estricta (absència en 25 grams) que els aliments que no han donat casos de listeriosi (100 ufc/grams). En canvi, als EUA i al Regne Unit mantenien criteris de tolerància 0 (absència en 25 grams) perquè que no es pot córrer cap risc de fixar un límit si la dosi infectiva es desconeguda. Tot i això, per petició popular, adscrita per 15 associacions, la FDA va adoptar el límit de 100 ufc/grams en els aliments que no permetien el creixement del microorganisme l'any 2008.

### UNE-EN ISO 11290:2004
El mètode de referència per a Listeria monocytogenes es troba explicat en la ISO 11290 on trobem mètodes de presència/absència i mètodes de recompte. Es portaran a terme mètodes de recompte o de presència/absència en funció del criteri que s'apliqui. És a dir, per exemple, en el cas de productes destinats a usos mèdics o lactants, el criteri ens indica que el límit és absència en 25 grams, i per tant, s'aplicaran mètodes de presència/absència. Mentre que en el cas de RTE que no afavoreixen el creixement del microorganisme, el límit microbiològic és de 100 ufc/gram s'aplicaran mètodes de recompte. Aquesta normativa fou revisada l'any 2017.

#### Detecció deListeria monocytogenes(UNE-EN ISO 11290-1:2004)

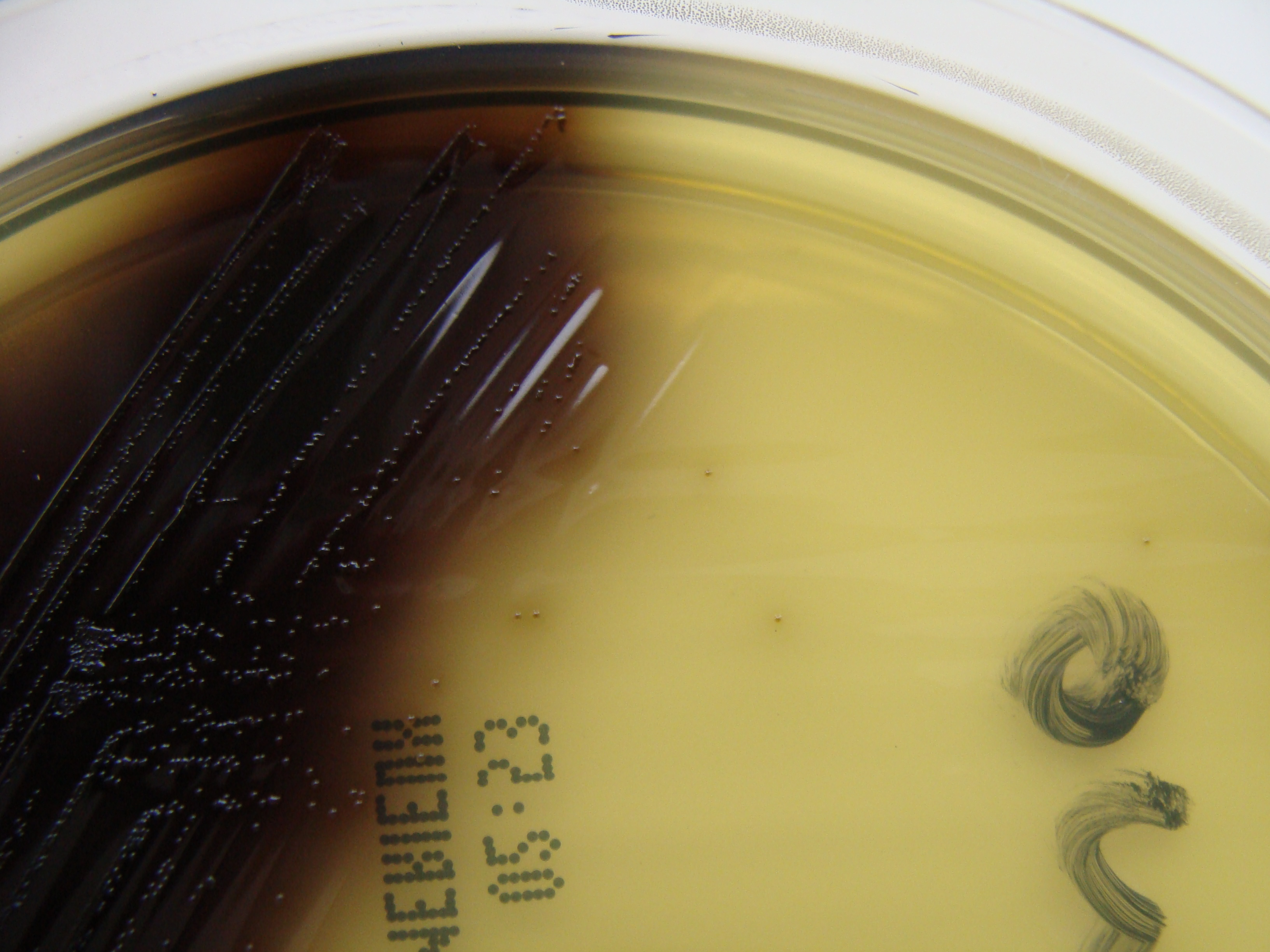
Listeria monocytogenes - Oxford Listeria Agar

S'agafen 25 grams de mostra i s'afegeixen a una bossa que conté una quantitat de brou de cultiu Half Fraser 9 vegades superior al volum o pes de la mostra. Tot el contingut s'homogeneïtza de 3 segons a 3 minuts en una màquina Stomacher i es deixa incubant a 30{\displaystyle \pm }1 °C durant 24{\displaystyle \pm }3h. D'aquest enriquiment primari s'agafen 0'1 ml i s'afegeixen a 10 ml de brou Fraser i s'incuba durant 37{\displaystyle \pm }1 °C durant 48{\displaystyle \pm }3h. D'aquest dos enriquiments es sembren en dos medis: agar cromogènic Listeria (ALOA) i agar Oxford per tenir colònies aïllades i es deixen en l'estufa a 37{\displaystyle \pm }1 °C durant 24{\displaystyle \pm }3h i després altres 24{\displaystyle \pm }3h.

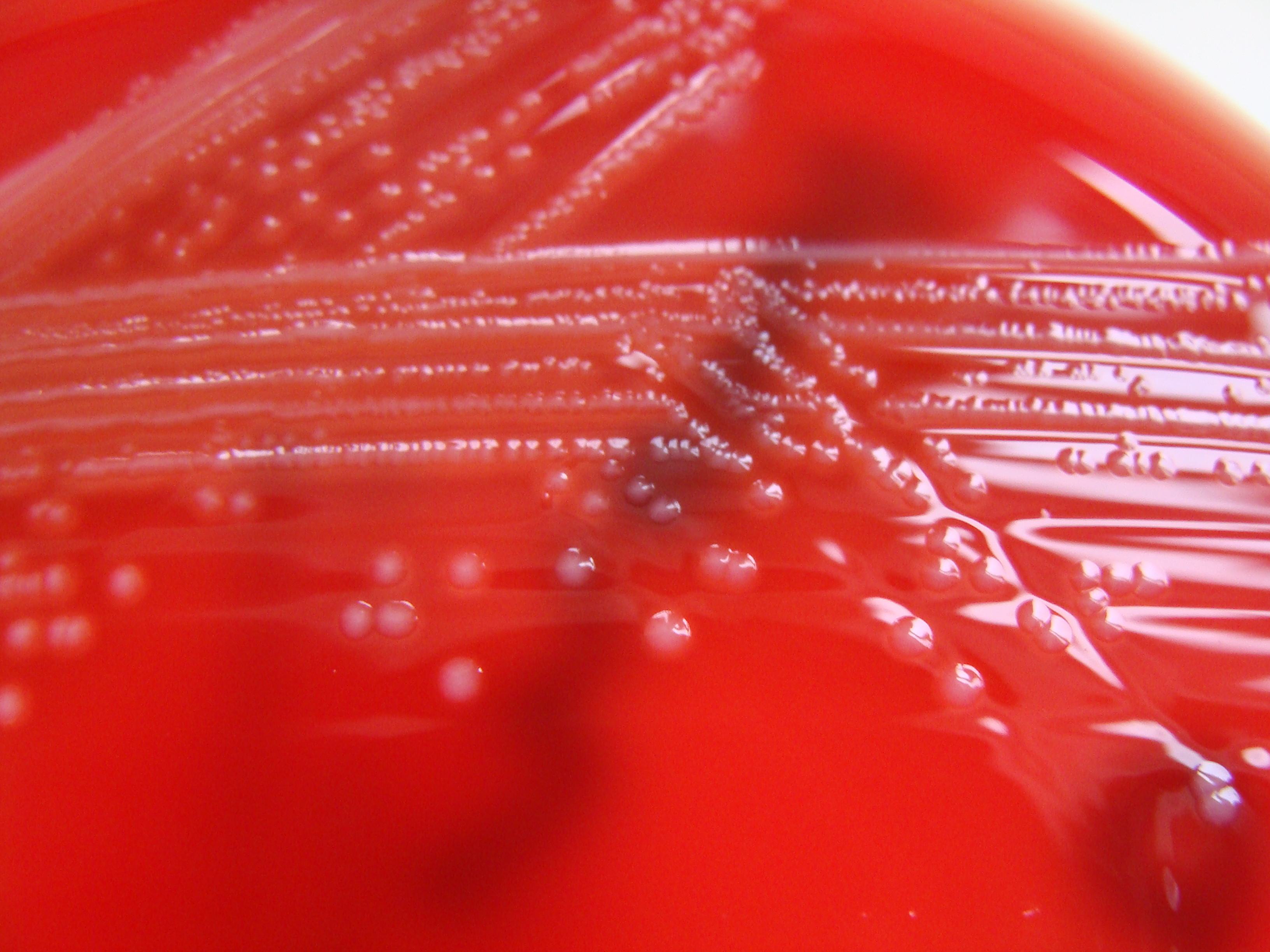
Listeria monocytogenes - Columbia Horse Blood Agar

En les plaques d'agar ALOA, Listeria monocytogenes forma colònies blaves-verdoses amb un halo opac a les 24 hores, en contraposició amb una altra espècie de Listeria molt semblant que és Listeria ivanovii que presenta l'halo a les 48 hores. En el cas de les plaques d'agar Oxford les colònies són de color gris envoltades per un halo negre a les 24 hores i a les 48 hores es tornen negres, a vegades amb un color verd brillant, són més grans i tenen un halo negre amb el centre de la colònia enfonsat. El primer medi conté, entre d'altres, un compost cromogènic que es degradat per la beta-glucosidasa (present en Listeria monocytogenes) i fosfatidilinositol degradat per la fosfolipasa C (també present en el microorganisme). El segon medi conté esculina que en presència d'ions Fe3+ forma un compost fenòlic de color negre.
Per confirmar que aquestes colònies són realment Listeria monocytogenes es ressembren 5 colònies en agar de sang de cavall (horse blood agar). Altres mètodes de confirmació opcionals són: API Listeria, PCR i altres procediments biomoleculars, prova CAMP (Christie–Atkins–Munch-Petersen), test d'Anton en animals, etc. Com que Listeria monocytogenes és molt semblant a Listeria ivanovii es poden fer ressembres comparatives en medi ALOA per tal d'apreciar característiques diferencials.

#### Recompte deListeria monocytogenes(UNE-EN ISO 11290-2:2004)
Es prepara un homogeneïtzat com en el cas anterior però en aigua de peptona tamponada (Buffered Peptone Water o BPW) o diluent salí de peptona (Peptone Saline Diluent o PSD) i s'homogeneïtza emprant un dispositiu Stomacher entre 30 segons i 3 minuts. Es prepara la dilució 10-1 i altres dilucions, si es necessari, en PSD i es sembren en superfície una o dues plaques de medi ALOA. Si es preveu el creixement d'un nombre elevat de bacteris és preferible utilitzar un sembrador de plaques en espiral. Les plaques s'incuben a 37 °C durant 48 hores, tot i que s'examinen a les 24 hores i després a les 24 hores següents.
Es subcultiven 5 colònies presumptives en agar de sang de cavall i també, com a confirmació opcional, es poden usar galeries API o PCR.
Finalment es calculen les ufc/g o ml que tenim. Es important remarcar que el nombre màxim de colònies per placa no ha de ser major a 150 (en el cas de la sembra en superfície), mentre que en el cas de sembra en espiral un mínim de 20 colònies per cada segment.